# Alkanna lehmannii
Alkanna lehmannii là loài thực vật có hoa trong họ Mồ hôi. Loài này được (Tineo) A.DC. mô tả khoa học đầu tiên năm 1846.